# أنطونيو كالديرون فاليجو
أنطونيو كالديرون فاليجو (بالإسبانية: Antonio Calderón Vallejo)‏ (31 مارس 1984 في إسبانيا - ) هو لاعب كرة قدم إسباني في مركز الوسط. لعب مع أركا غدينيا وريال خاين ونادي أراندينا لكرة القدم وMKP Pogoń Siedlce ‏ وCD Ronda ‏ وJerez CF ‏ وZąbkovia Ząbki ‏ وAtlético Malagueño ‏ وVélez CF ‏ وUnión Estepona CF ‏ وإكستريمادورا يونيون ديبورتيفا.

## وصلات خارجية
- أنطونيو كالديرون فاليجو على موقع قاعدة بيانات كرة القدم.إي يو (الإنجليزية)
- أنطونيو كالديرون فاليجو على موقع Soccerway.com (الإنجليزية)
- أنطونيو كالديرون فاليجو على موقع AS.com (الإسبانية)